# Voskressenka (Mokroús)
|  | Per a altres significats, vegeu «Voskressenka». |

Voskressenka (en rus: Воскресенка) és un poble de l'óblast de Saràtov, a Rússia, segons el cens del 2010 tenia 357 habitants. Pertany al districte municipal de Mokroús.